# Гамбит Пирса
Гамбит Пирса — гамбитное продолжение в венской партии, возникающее после ходов: 
 1. e2-e4 e7-e5 
 2. Kb1-c3 Kb8-c6 
 3. f2-f4 e5:f4 
 4. Kg1-f3 g7-g5 
 5. d2-d4.
Относится к открытым началам.

## История
Ход 5. d2-d4 встречался ещё в XVIII веке. В 1888 году английский мастер Джеймс Пирс (1833—1892) в соавторстве со своим братом Уильямом (1839—1922) опубликовал детальный анализ данного начала в книге «Pierce gambit, chess papers and problems», после чего за дебютом закрепилось название «Гамбит Пирса». В современной шахматной практике встречается редко.

## Идеи дебюта
Основной замысел состоит в том, что чёрные продолжат игру путём 5. …g5-g4, а белые ходом 6. Cf1-c4 сведут партию на схемы в духе гамбита Муцио, но при правильной защите чёрные не испытывают затруднений.

## Варианты
- 5. …g5-g4
  - 6. Kf3-e5 Kc6:e5 7. d4:e5 Фd8-h4+ 8. Kpe1-e2 f4-f3+ 9. g2:f3 g4:f3+ 10. Kpe2-d2 b7-b6! — белый король попадает под атаку.
  - 6. Cf1-c4 g4:f3
    - 7. Фd1:f3 d7-d5 8. Cc4:d5 Фd8-h4+ Далее следует 9. …Фh4-g4 с угрозой размена ферзей, невыгодного для белых.
    - 7. 0-0
      - 7. …Cf8-g7 8. Cc1:f4 Cg7:d4+ 9. Kpg1-h1 Cd4:c3 10. Cc4:f7+ Kpe8:f7 11. Фd1-d5+ Kpf7-e8 Фd5-h5+
      - 7. …d7-d5 8. e4:d5 Cc8-g4! с угрозой 9. f3-f2+ и выигрышем белого ферзя.
        - 9. d5:c6 f3-f2+ 10. Лf1:f2 Cg4:d1 11.c6:b7 Cd1-g4!
        - 9. Фd1-e1+ Cf8-e7 10. Cc1:f4 Kc6:d4
        - 9. Лf1-e1+ Kg8-e7
        - 9. Фd1-d2 Kc6-e7 10. Фd2:f4 Kg8-h6

## Примерная партия
Шабалов — Шерцер, Филадельфия, 1994
1. e4 e5 2. Kc3 Kc6 3. f4 ef 4. Kf3 g5 5. d4 g4 6. Cc4 gf 7. Ф:f3 d5 8. С:d5? К:d4 9. С:f7+!? Kр: f7 10. Фh5+ Kрg7 11. 0-0 Кf6 12. Фg5+ Kрf7 13. С:f4 Лg8 14. Фh4 Лg4 15. Фf2 Кe6 16. Сe3 Kрg7 17. Лad1 Фe7 18. Лd5 Kрg8 19. Лf5 Сg7 20. h3 К:e4 21. Кd5 Фd6 22. Фe1 Лg6 23. Фh4 К6g5 24. Сf4 К:h3+ 25. Kрh1 К:f4 26. Кe7+ Ф:e7 0-1